# Columna de la victoria de Hakenberg

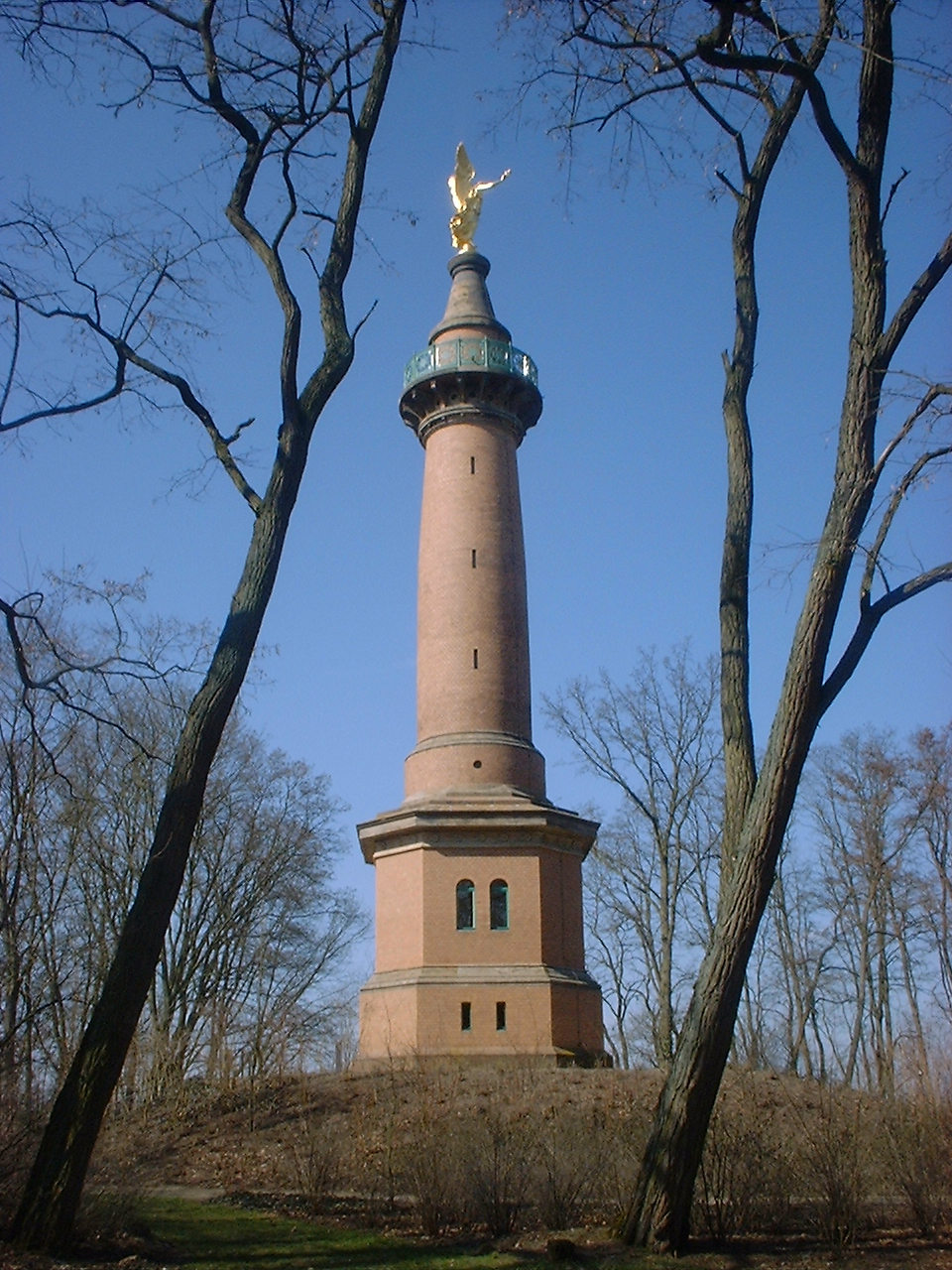
Siegessäule Hakenberg.

La Siegessäule Hakenberg (En alemán: Columna de la victoria de Hakenberg) es un monumento de 36 m de altura con una plataforma circular de observación que se halla cerca de Fehrbellin en Brandeburgo, Alemania.
Fue diseñado por Christian Daniel Rauch y construido entre 1875 y 1879. Conmemora la victoria de Federico Guillermo I de Brandeburgo contra las tropas suecas en 1675.
El costo de construcción fue de 100,000 marcos. El décimo día de Sedan, el 2 de septiembre de 1879, tuvo lugar la inauguración.
El pedestal bipartito tiene la forma de un cubo con cuatro bordes truncados. Sobre ella descansa una estructura en forma de torre, que lleva a una altura de 23 m, una galería circunferencial con plataforma de observación. Se puede llegar a la galería a través de 114 escalones y consiste en una celosía de hierro, en medio de la cual se encuentra en un cono de piedra arenisca gris la estatua de bronce de 4,15 metros de alto, 15,5 t (más tarde dorada) de la diosa de la victoria Victoria. Es una réplica de la Victoria, que Christian Daniel Rauch había creado en 1843 para la Berlin Belle Alliance Square, fundida en el arte y la fundición de campanas Lauchhammer.
En el piso del sótano hay una inscripción en el exterior con la inscripción de dedicación, sobre ella un nicho acristalado de gran tamaño con un colosal busto de Friedrich Wilhelm. El panel de inscripción y el deslumbrante nicho estaban hechos de granito sueco marrón rojizo, mientras que el busto del Elector fue diseñado por Andreas Schlüter en mármol de Carrara en el taller de escultura de Albert Wolff.